# Estela de Sebek-khu

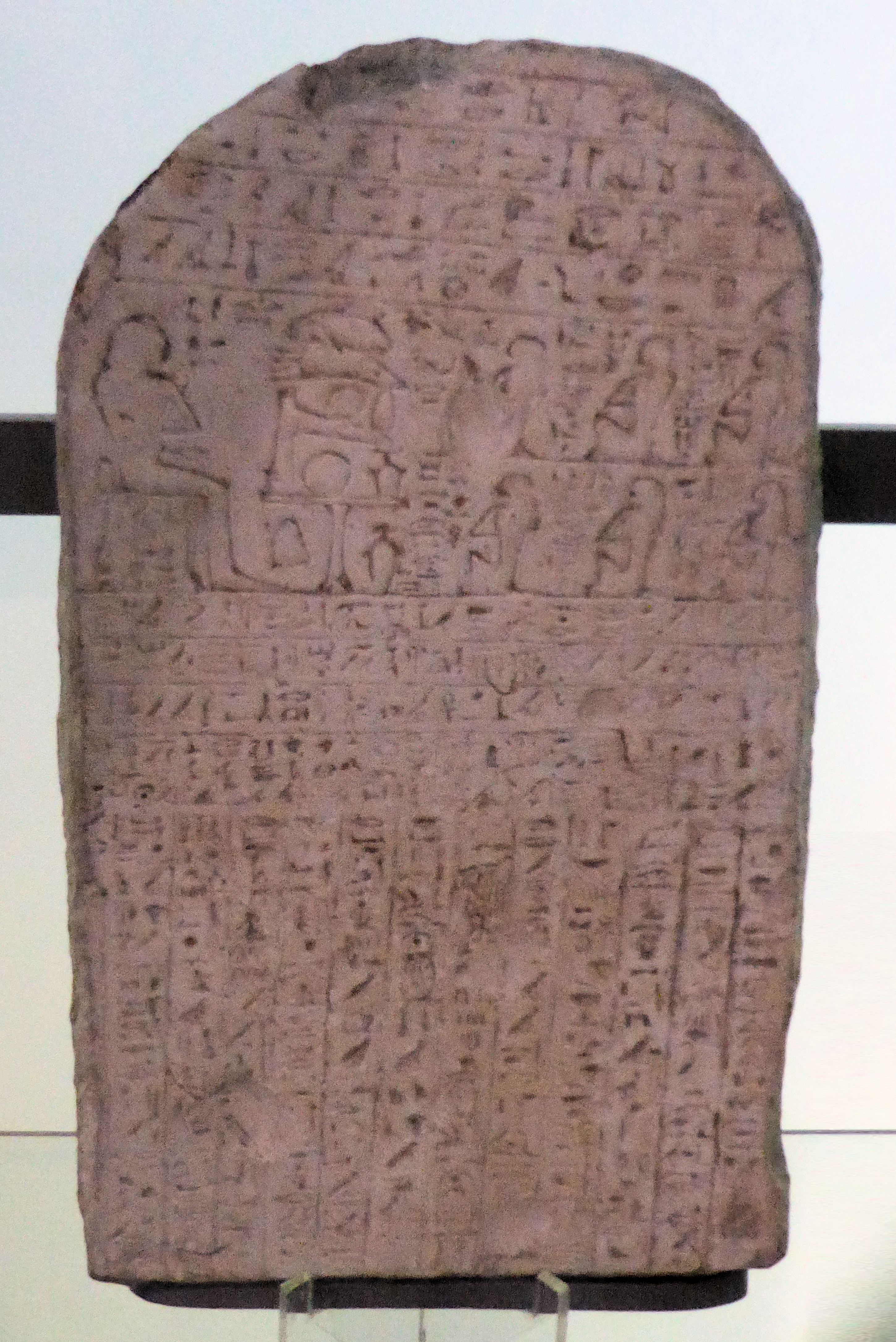
Estela de Sebek-khu, Museu de Manchester.

L'Estela de Sebek-khu, també coneguda com a Estela de Khu-sobek, és una inscripció funerària egípcia que recull la vida i gestes militars d'un home anomenat Sebek-khu, soldat que va viure durant el regnat del faraó Senusret III (1878–1839 aC). La peça va ser descoberta l'any 1901 a la necròpolis d'Abidos, a Egipte, per l'arqueòleg britànic John Garstang, prop de la tomba del mateix Sebek-khu. Actualment es conserva al Museu de Manchester.
És una font històrica rellevant per ser una de les primeres inscripcions egípcies que fan referència a una campanya militar a la regió de Canaan, concretament a la ciutat de Siquem (en hebreu: שכם, Šekhem).

### Context i vida de Sebek-khu
Segons la pròpia estela, Sebek-khu va néixer durant l'any 27 del regnat d'Amenemhat II i va iniciar la seva carrera militar coincidint amb l'ascens al tron de Senusret III. Primerament formà part de la guàrdia personal del rei com a guerrer de la guàrdia, i posteriorment va anar ascendint fins a ocupar càrrecs com Seguidor del Sobirà i Inspector dels soldats.
Cap al final de la seva vida, exercí com a uartu de la taula del governant i com a uartu de la ciutat, càrrecs administratius que combinaven funcions de gestió i de responsabilitat militar i civil dins la comunitat local.

### La campanya militar de Senusret III a Canaan
L'estela descriu una de les campanyes militars de Senusret III, conegut per les seves expedicions a Núbia, Líbia i Canaan. La inscripció relata l'atac egipci a la ciutat cananea de Sekmem (identificada habitualment amb Siquem), així com a la regió de Retenu (denominació egípcia de la regió siriopalestina).
El passatge destaca l'expansió de les fronteres egípcies i la participació activa de Sebek-khu en la batalla:
«Sa Majestat va baixar el riu per enderrocar el Mentu de Setet. Va arribar a la regió de Sekmem (...) Sekmem va caure, juntament amb la vil terra de Retenu, mentre jo era a prop de l'armament de la guàrdia. Vaig lluitar contra els asiàtics, vaig colpejar-ne un i vaig fer que dos soldats de l'exèrcit li prenguessin l'esquena (...).»
Aquesta inscripció és especialment important perquè constitueix una de les primeres evidències escrites de l'activitat militar egípcia a Canaan, i ajuda a entendre l'abast geopolític del Regne Mitjà.

### Importància històrica
L'estela és una font fonamental per a l'estudi de la política exterior egípcia durant el Regne Mitjà i ofereix informació valuosa sobre les relacions entre Egipte i les ciutats-estat de Canaan a principis del II mil·lenni aC.
A més, el document aporta dades sobre l'estructura militar i administrativa egípcia, així com sobre la carrera d'un funcionari militar d'origen no reial, fet que contribueix a una millor comprensió del funcionament i mobilitat social a l'Antic Egipte.